# ACT Reggio d'Émilie

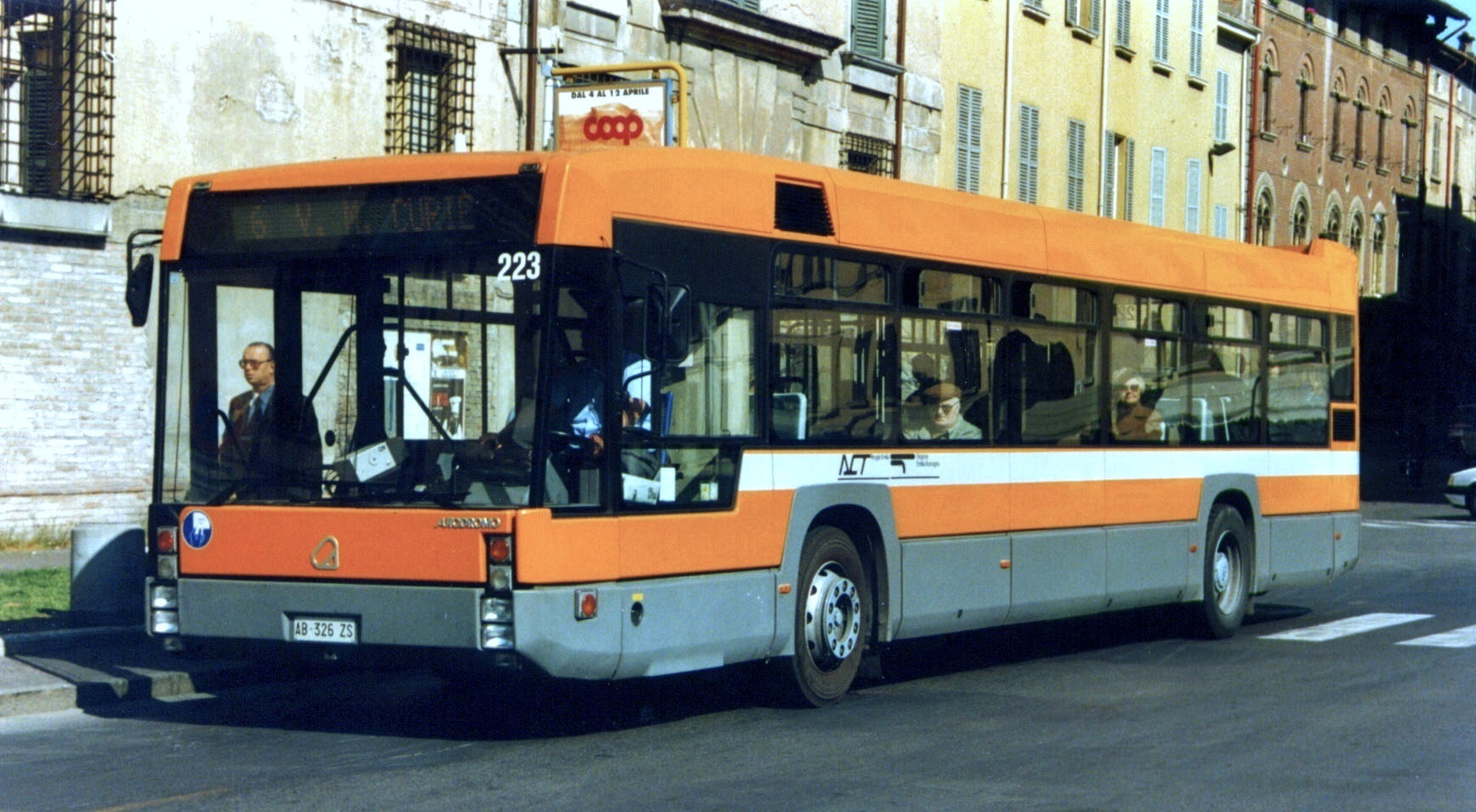
Autobus Autodromo BusOtto 223 de l'ACT Reggio Emilia (1997)

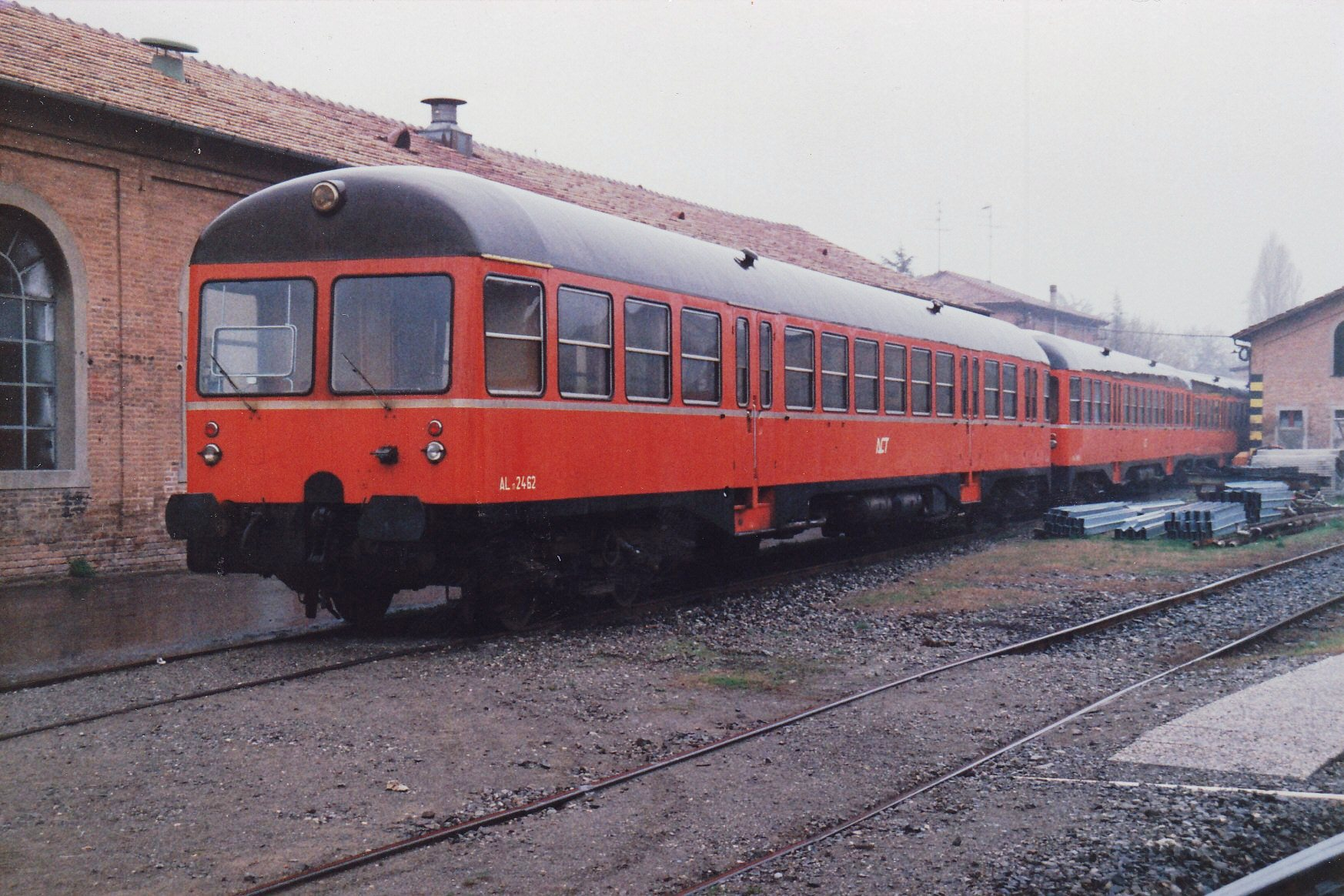
Autorails diesel ALn 2462 de l'ACT Reggio Emilia (1988)

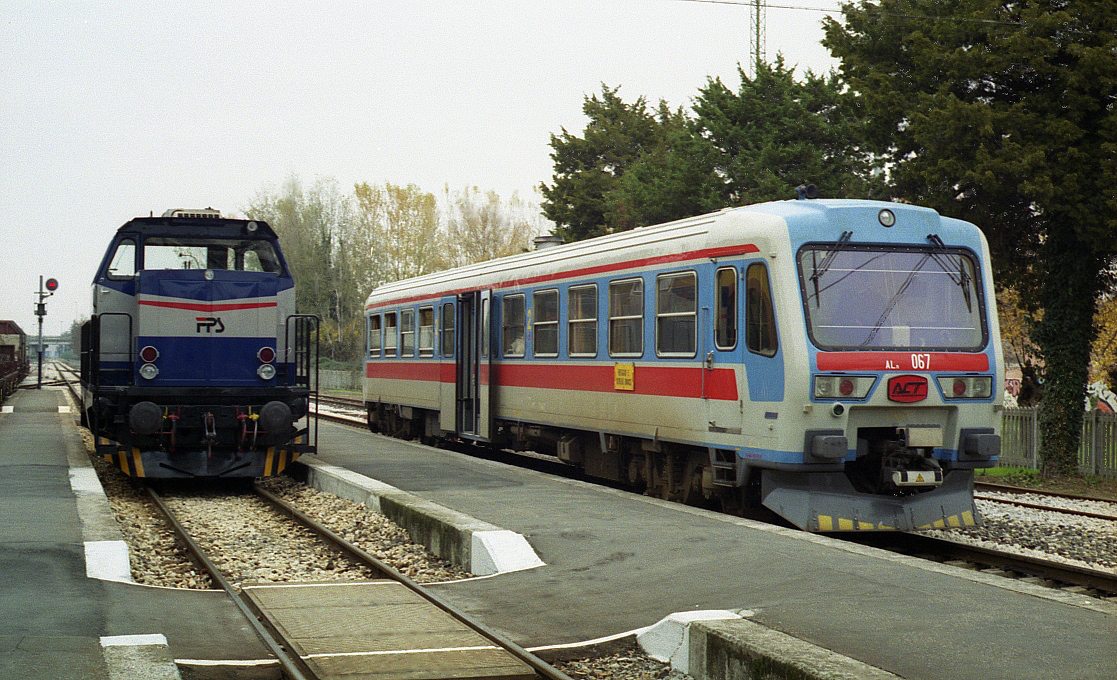
Locomotive Dj.474.001 des FPS (à gauche) et l'autorail ALn 067 de l'ACT (à droite) en gare de Guastella.

La Société du Consortium de Transport de Reggio d'Émilie (ACT) est une entreprise publique fondée le 9 septembre 1975, entièrement détenue par des fonds publics, qui s'occupait de la mobilité et de la coordination des services de transports en commun publics routiers dans la ville de Reggio d'Émilie et la province.
La société est constituée d'un consortium de collectivités locales, créé conformément à la loi 142 de 1990, et composé de :
- Commune de Reggio d'Émilie (38 %)
- Province de Reggio d'Émilie (29 %)
- les 44 Communes de la Province (33 %)

La société ACT de Reggio d'Émilie s'occupait de tout ce qui concernait le service de transports publics dans la province de Reggio d'Émilie et, en particulier, des services de transports en commun publics locaux et de la mobilité, la gestion des autobus avec les ateliers de maintenance.
Depuis le 1er janvier 2009, le secteur ferroviaire a été transféré à la compagnie publique Ferrovie Emilia Romagna (FER), dont ACT est devenue actionnaire avec 11,61 % du capital social.
Le consortium public ACT - Azienda Consorziale Trasporti de Reggio d'Émilie, possède des intérêts dans les compagnies publiques suivantes :
- SETA SpA - Società Emiliana Trasporti Autofilotranviari S.p.A. dispose de 82 véhicules pour les déplacements de 73 millions de passagers. 15,421 %. Elle gère le transport routier des villes de Piacenza, Modène et Reggio d'Émilie depuis le 1er janvier 2012,
- TIL Srl - Trasporti Integrati e Logistica : 100 %,
- T-PER SpA - Trasporti Passeggeri Emilia-Romagna : 3,06 %,
- Autostrada A22 SpA - Société Autoroute du Brenner : 0,3258 %[1].